# 梅河新区
吉林省梅河新区是吉林省委、吉林省人民政府批复同意设立的新区。总面积261.66km2，包括现有梅河口城市建成区（60km2）、李炉乡全域及黑山头镇、曙光镇、湾龙镇、海龙镇、杏岭镇部分区域。梅河新区党工委、管委会作为吉林省委、省人民政府派出机构，与梅河口市委、市政府实行“市区合一”管理模式，加挂梅河口高质量发展先行示范区牌子。

## 历史
2021年6月吉林省委、省政府批复同意设立梅河新区。2021年9月8日梅河新区揭牌成立。